# Halowe Mistrzostwa Europy w Lekkoatletyce 1980
XI Halowe Mistrzostwa Europy odbyły się 1–2 marca 1980 w Sindelfingen w Glaspalast. Nie startowali zawodnicy NRD. Największym wydarzeniem mistrzostw był rekord świata Zofii Bielczyk w biegu na 60 m ppł.

## Wyniki zawodów

### Mężczyźni

#### Konkurencje biegowe
| konkurencja                           | złoto                     | złoto     | srebro                       | srebro | brąz                       | brąz   |
| ------------------------------------- | ------------------------- | --------- | ---------------------------- | ------ | -------------------------- | ------ |
| Bieg na 60 m (szczegóły)              | Marian Woronin · Polska   | 6,62      | Christian Haas · RFN         | 6,62   | Aleksandr Aksinin · ZSRR   | 6,63   |
| Bieg na 400 m (szczegóły)             | Nikołaj Czerniecki · ZSRR | 46,29     | Karel Kolář · Czechosłowacja | 46,55  | Remigijus Valiulis · ZSRR  | 46,75  |
| Bieg na 800 m (szczegóły)             | Roger Milhau · Francja    | 1:50,2    | András Paróczai · Węgry      | 1:50,3 | Herbert Wursthorn · RFN    | 1:50,4 |
| Bieg na 1500 m (szczegóły)            | Thomas Wessinghage · RFN  | 3:37,6 CR | Ray Flynn · Irlandia         | 3:38,5 | Pierre Délèze · Szwajcaria | 3:38,9 |
| Bieg na 3000 m (szczegóły)            | Karl Fleschen · RFN       | 7:57,5    | Klaas Lok · Holandia         | 7:57,9 | Hans-Jürgen Orthmann · RFN | 7:59,9 |
| Bieg na 60 m przez płotki (szczegóły) | Jurij Czerwaniow · ZSRR   | 7,54 WR   | Romuald Giegiel · Polska     | 7,73   | Javier Moracho · Hiszpania | 7,75   |

#### Konkurencje techniczne
| konkurencja                | złoto                         | złoto   | srebro                       | srebro | brąz                        | brąz  |
| -------------------------- | ----------------------------- | ------- | ---------------------------- | ------ | --------------------------- | ----- |
| Skok wzwyż (szczegóły)     | Dietmar Mögenburg · RFN       | 2,31    | Jacek Wszoła · Polska        | 2,29   | Adrian Proteasa · Rumunia   | 2,29  |
| Skok o tyczce (szczegóły)  | Konstantin Wołkow · ZSRR      | 5,60 CR | Władimir Polakow · ZSRR      | 5,60   | Patrick Abada · Francja     | 5,55  |
| Skok w dal (szczegóły)     | Winfried Klepsch · RFN        | 7,98    | Nenad Stekić · Jugosławia    | 7,91   | Stanisław Jaskułka · Polska | 7,85  |
| Trójskok (szczegóły)       | Béla Bakosi · Węgry           | 16,86   | Jaak Uudmäe · ZSRR           | 16,51  | Hennadij Kowtunow · ZSRR    | 16,45 |
| Pchnięcie kulą (szczegóły) | Zlatan Saračević · Jugosławia | 20,43   | Jaromír Vlk · Czechosłowacja | 20,19  | Ivan Ivančić · Jugosławia   | 19,48 |

### Kobiety

#### Konkurencje biegowe
| konkurencja                           | złoto                     | złoto     | srebro                         | srebro | brąz                         | brąz   |
| ------------------------------------- | ------------------------- | --------- | ------------------------------ | ------ | ---------------------------- | ------ |
| Bieg na 60 m (szczegóły)              | Sofka Popowa · Bułgaria   | 7,11      | Linda Haglund · Szwecja        | 7,14   | Ludmiła Kondratjewa · ZSRR   | 7,31   |
| Bieg na 400 m (szczegóły)             | Elke Decker · RFN         | 52,58     | Karoline Käfer · Austria       | 52,70  | Tatjana Gojszczik · ZSRR     | 52,71  |
| Bieg na 800 m (szczegóły)             | Jolanta Januchta · Polska | 2:00,6 CR | Anne-Marie Van Nuffel · Belgia | 2:00,9 | Liz Barnes · Wielka Brytania | 2:01,5 |
| Bieg na 1500 m (szczegóły)            | Tamara Koba · ZSRR        | 4:12,5    | Anna Bukis · Polska            | 4:13,1 | Mary Purcell · Irlandia      | 4:14,2 |
| Bieg na 60 m przez płotki (szczegóły) | Zofia Bielczyk · Polska   | 7,77 WR   | Grażyna Rabsztyn · Polska      | 7,89   | Natalja Lebiediewa · ZSRR    | 8,04   |

#### Konkurencje techniczne
| konkurencja                | złoto                               | złoto   | srebro               | srebro | brąz                    | brąz  |
| -------------------------- | ----------------------------------- | ------- | -------------------- | ------ | ----------------------- | ----- |
| Skok wzwyż (szczegóły)     | Sara Simeoni · Włochy               | 1,95 CR | Andrea Mátay · Węgry | 1,93   | Urszula Kielan · Polska | 1,93  |
| Skok w dal (szczegóły)     | Anna Włodarczyk · Polska            | 6,74 CR | Anke Weigt · RFN     | 6,68   | Sabine Everts · RFN     | 6,54  |
| Pchnięcie kulą (szczegóły) | Helena Fibingerová · Czechosłowacja | 19,92   | Eva Wilms · RFN      | 19,66  | Beatrix Philipp · RFN   | 17,59 |

## Klasyfikacja medalowa
| Miejsce | Państwo         | Złoto | Srebro | Brąz | Razem |
| ------- | --------------- | ----- | ------ | ---- | ----- |
| 1.      | RFN             | 5     | 3      | 4    | 12    |
| 2.      | Polska          | 4     | 4      | 2    | 10    |
| 3.      | ZSRR            | 4     | 2      | 6    | 12    |
| 4.      | Czechosłowacja  | 1     | 2      | 0    | 3     |
| 4.      | Węgry           | 1     | 2      | 0    | 3     |
| 6.      | Jugosławia      | 1     | 1      | 1    | 3     |
| 7.      | Francja         | 1     | 0      | 1    | 2     |
| 8.      | Bułgaria        | 1     | 0      | 0    | 1     |
| 8.      | Włochy          | 1     | 0      | 0    | 1     |
| 10.     | Irlandia        | 0     | 1      | 1    | 2     |
| 11.     | Austria         | 0     | 1      | 0    | 1     |
| 11.     | Belgia          | 0     | 1      | 0    | 1     |
| 11.     | Holandia        | 0     | 1      | 0    | 1     |
| 11.     | Szwecja         | 0     | 1      | 0    | 1     |
| 15.     | Hiszpania       | 0     | 0      | 1    | 1     |
| 15.     | Rumunia         | 0     | 0      | 1    | 1     |
| 15.     | Szwajcaria      | 0     | 0      | 1    | 1     |
| 15.     | Wielka Brytania | 0     | 0      | 1    | 1     |
| Razem   | Razem           | 19    | 19     | 19   | 57    |

## Objaśnienia skrótów
WR – rekord świata
CR – rekord mistrzostw Europy